# Claus Wischmann
Claus Wischmann (* 1966 in Witten) ist ein deutscher Regisseur und Produzent von Dokumentarfilmen.

## Leben
Claus Wischmann studierte Musik, Rechtswissenschaften und Kulturmanagement in Frankfurt und Hamburg. Zuvor arbeitete er in der Seemannsmission in Antwerpen. Ab 1990 gab er als Pianist verschiedene Solo- und Kammermusikkonzerte.
Er hat als Autor und Regisseur viele Dokumentationen, Reportagen, Konzertaufzeichnungen und Porträts realisiert. Als Produzent betreute er zahlreiche internationale Koproduktionen. Sein Kinodokumentarfilm Kinshasa Symphony über ein klassisches Symphonieorchester im Kongo erhielt internationale Aufmerksamkeit. Nach der Weltpremiere auf der Berlinale lief der Film auf über 50 Festivals und gewann weltweit Preise und Auszeichnungen.
2007 gründete Claus Wischmann zusammen mit einigen Partnern das Produktionsunternehmen „sounding images“ und ist seit 2009 Mitgesellschafter des Produktionsunternehmens „Berlin Producers“.

## Filme
- 2000: Koopman in Freiberg
- 2001: Das große Spiel – L’Opéra de Monte Carlo
- 2001: Ein Riese auf Reisen
- 2002: Nun sag mir, kleine, weiße Wolke: Vesselina Kasarova und die Stimmen Bulgariens
- 2004: Stimme aus der Kälte – Vivica Genaux
- 2004: Glanz der Erde – Eisen in China
- 2006: Grenzenloses Spiel – Der Pianist Boris Berezovsky
- 2006: Schäden für die Ewigkeit – Was von der Kohle bleibt
- 2007: András Schiff im Teatro Olimpico. Ein Mozartkonzert im ältesten Theater Europas
- 2008: Wagners Meistersänger, Hitlers Siegfried – Auf der Spur von Max Lorenz
- 2008: Die Kunst des Belcanto – Edita Gruberová
- 2008: Aufbruch ins Nordmeer – Der Schatz der Barentssee
- 2009: Im Reich der Heiligen Pflanzen
- 2009/2010: Kinshasa Symphony, mit Martin Baer, DVD: Edition Salzgeber D265
- 2010: Nicht von dieser Welt – Murray Perahia
- 2010: Fahrt ins Risiko – Eisstraße in Sibirien
- 2011: Barockfest der Stimmen
- 2013: Karneval! - Wir sind positiv bekloppt, DVD: W-film
- 2016: Überlebenskünstler
- 2016: Gozo - Eine Insel, zwei Opern (siehe auch Opernhäuser auf Gozo)
- 2017: Stadt der König
- 2018: Der illegale Film, mit Martin Baer

## Auszeichnungen
- 2002: Deutscher Medienpreis Logistik
- 2008: Audience Award Golden Prague Festival
- 2010: Großer Preis Jecheon International Film Festival Korea
- 2010: Publikumspreis, Vancouver Filmfestival
- 2010: Publikumspreis, Deutsches Filmfestival Ludwigshafen
- 2011: Bester Dokumentarfilm & Publikumspreis, 25. Bozner Filmtage
- 2011: Nominierung Deutscher Filmpreis, Dokumentarfilm
- 2011: Gold World Medal: New York Television and Film Awards
- 2016: Best Documentary: Golden Prague festival
- 2016: Vaclav Havel Award: Golden Prague Festival